# 21254 Jonan
21254 Jonan (1996 BG2) là một tiểu hành tinh vành đai chính được phát hiện ngày 24 tháng 1 năm 1996 bởi J. Kobayashi ở Kumamoto Civil Astronomical Observatory.